# Franz Barbarini
Franz Barbarini (* Znojmo, 1804 - † 20 de enero de 1873) fue un pintor de paisajes, autor de grabados y aguafuertes austríaco.
Franz Barbarini estudió primero escultura entre 1824 y 1826 en la Academia de Bellas Artes de Viena y a continuación con el escultor Josef Kempel. Tras una etapa inicial en la que realizó principalmente grabados, comenzó a dedicarse a la pintura de paisajes. En sus viajes de estudios a través de los Alpes austríacos y suizos realizó óleos, acuarelas, dibujos y aguafuertes de carácter realista.
- Datos: Q786424
- Multimedia: Franz Barbarini / Q786424